# Midzomerdans
Midzomerdans (Zweeds: Midsommardans) is een schilderij van de Zweedse kunstschilder Anders Zorn, gemaakt in 1897, 140 × 98 centimeter groot. Het geeft een impressionistische impressie van dansende boeren op het Zweedse platteland tijdens het midzomerfeest. Het schilderij bevindt zich momenteel in de collectie van het Nationalmuseum te Stockholm.

## Context
Nadat hij jarenlang in Parijs had gewoond en gewerkt, keerde Zorn in 1896 terug naar Zweden, naar zijn geboorteplaats Mora, de streek Dalarna. In de jaren daarop volgend zou hij zich intensief bezighouden met de Zweedse folklore en in het bijzonder met het behoud van de volksmuziek, die hij uitvoerig documenteerde. Ook de traditionele midzomerviering had een speciale betekenis voor hem, in zijn eigen woorden "als een nog altijd doorleefde oude heidense cultus".
Het idee voor het schilderij ontstond toen hij zich met zijn vriend Prins Eugen eind juni 1896 aansloot bij het midzomerfeest in Morkarlby, een gehucht bij Mora, waarvoor hij zelf de meiboom had geschonken. In zijn memoires schreef hij: "Eenmaal opgericht werd een polka ingezet en hand in hand dansten de mensen rond de meiboom en door de weides, in een schier oneindige rij van jongeren. Er werd gedanst tot zonsopgang". Zorn en prins Eugen raakten beiden geëmotioneerd. Eugen stond erop dat hij het tafereel zou schilderen, hetgeen hij uiteindelijk een jaar na dato zou doen, mede op basis van enkele foto's die hij had genomen.

## Afbeelding
Midzomerdans is een weergave van het traditionele midzomerfeest in Dalarna. Het festijn is in volle gang is en de dansende koppels wervelen over het grasveld, gekleed in lokale klederdracht. Klaarblijkelijk dansen ze een polka, keurig in rij, hoewel sommigen wat buiten de maat lijken te raken. Rechts achter zien we de meiboom die traditioneel tijdens de midzomeravond wordt opgericht, waarna het feest de hele nacht doorgaat. In top wappert de Zweedse vlag. De planken van de schuur zijn nog een beetje grauw van de nachtelijke schemer. In de rode gevel van het woonhuis rechtsachter weerspiegelt zich reeds het eerste ochtendlicht.

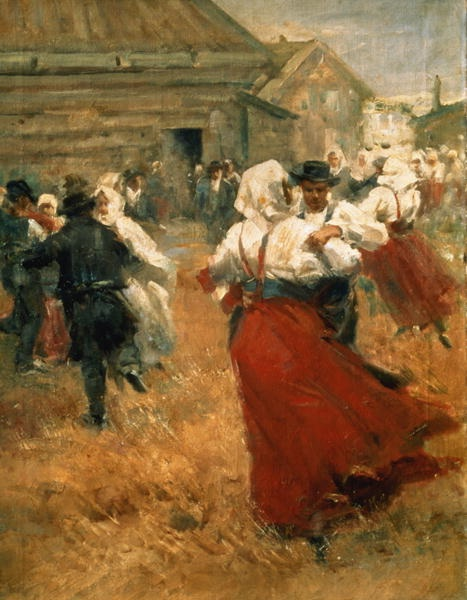
Versie uit het Poesjkinmuseum.

Midzomerdans is geschilderd in de losse impressionistische stijl, waarmee Zorn met name in zijn Parijse periode kennis had gemaakt. Kenmerkend is de gerichtheid op het voorbijgaande moment en de manier waarop hij het licht schildert. In dik aangebrachte witte verfvlakken laat hij de eerste zonnestralen weerspiegelen in de blouses. De paren vormen een diagonaal waarlangs de blik door het tafereel wordt geleid. De op het eerste gezicht rommelige opzet krijgt hierdoor duidelijk structuur. De snelle penseelstreken en de kruimelige eigenschappen van de verf voegen nog extra energie en beweging toe. Bijzonder is dat de meiboom niet centraal is geplaatst maar op de achtergrond: het gaat de schilder louter om de beleving en het dansplezier.
Het schilderij werd voor het eerst geëxposeerd op de tentoonstelling in Stockholm in 1897. In 1903 werd het aangekocht voor het Nationaal Museum met een bijdrage van koopman-mecenas Pontus Fürstenberg en zijn vrouw Gothilda. In dezelfde periode schilderde Zorn nog een vergelijkbare compositie, nu in het Poesjkinmuseum. In 1903 maakte hij een replica op een kleiner formaat kleiner formaat, in opdracht van een Amerikaanse verzamelaar, thans in particulier bezit.
Midzomernachtdans wordt tegenwoordig gerekend tot de klassieke werken in de Zweedse schilderkunst. In 2013 was het schilderij te zien op de tentoonstelling "Nordic Art" in het Groninger Museum.